# Референдум о статусе Пуэрто-Рико (2012)
Референдум о статусе Пуэрто-Рико прошёл в этой стране 6 ноября 2012 года. Пуэрториканцам был задан вопрос, хотят ли они сохранения текущего статуса своей страны (ассоциированное государство с США), или хотят изменить его. Во втором случае можно было проголосовать за полную независимость страны, либо за вхождение Пуэрто-Рико в состав США в качестве 51-го штата.
Это уже четвёртый подобный референдум в Пуэрто-Рико, имеющего статус ассоциированного члена США с 1952 года. Предыдущие референдумы были проведены в 1967, 1993 и 1998 годах. Тогда жители проголосовали за сохранение статуса ассоциированного государства с США.
Референдум проводился в два этапа. На первом этапе жители высказались за изменение политического статуса архипелага (54 %). На втором этапе пуэрториканцы определялись с новым политическим устройством страны. 61,9 % опрошенных поддержали вхождение Пуэрто-Рико в состав США. Против такого решения выступала Республиканская партия США. В настоящий момент ожидается рассмотрение вопроса Конгрессом США.
В случае получения страной статуса штата, её жители получат право голосовать на всех федеральных выборах. В то же время им придется платить кроме местных, ещё и федеральные налоги.

## Итоги
При 2 402 941 зарегистрированном избирателе и 1573 из 1643 избирательных участков, предоставивших статистику, 2 351 158 зарегистрированных избирателей было посчитано. Из них проголосовал 1 827 021 избиратель, давая явку в 77,71 % при том, что статистику предоставило 95,74 % избирательных участков. 
| 1 часть: Согласны ли вы, что Пуэрто-Рико должно сохранить свой текущий территориальный статус? | 1 часть: Согласны ли вы, что Пуэрто-Рико должно сохранить свой текущий территориальный статус? | 1 часть: Согласны ли вы, что Пуэрто-Рико должно сохранить свой текущий территориальный статус? |
| Да или нет                                                                                     | Голосов                                                                                        | Доля                                                                                           |
| ---------------------------------------------------------------------------------------------- | ---------------------------------------------------------------------------------------------- | ---------------------------------------------------------------------------------------------- |
| Нет                                                                                            | 934 238                                                                                        | 53,99 %                                                                                        |
| Да                                                                                             | 796 007                                                                                        | 46,01 %                                                                                        |
| Действительных голосов                                                                         | 1 730 245                                                                                      | 94,7 %                                                                                         |
| Пустых голосов                                                                                 | 64 123                                                                                         | 3,5 %                                                                                          |
| Недействительных голосов                                                                       | 12 720                                                                                         | 0,7 %                                                                                          |
| Всего голосов                                                                                  | 1 827 021                                                                                      | 100,00 %                                                                                       |
|                                                                                                |                                                                                                |                                                                                                |

| 2 часть: Независимо от вашего ответа на первый вопрос, пожалуйста, отметьте, какой из следующих нетерриториальных вариантов вы предпочитаете. | 2 часть: Независимо от вашего ответа на первый вопрос, пожалуйста, отметьте, какой из следующих нетерриториальных вариантов вы предпочитаете. | 2 часть: Независимо от вашего ответа на первый вопрос, пожалуйста, отметьте, какой из следующих нетерриториальных вариантов вы предпочитаете. |
| Вариант ответа | Голосов | Доля |
| --- | --- | --- |
| Штат США | 802 179 | 61,15 % |
| Суверенное свободное ассоциированное государство                                                                                              | 436 997 | 33,31 % |
| Независимость | 72 551 | 5,53 % |
| Действительных голосов | 1 311 727 | 71,8 % |
| Пустых голосов | 468 478 | 25,64 % |
| Недействительных голосов | 17 602 | 1 % |
| Всего голосов | 1 827 021 | 100,00 % |
| | | |

## См также
- Референдум о статусе Пуэрто-Рико (2017)

## Источник
- Пуэрто-Рико решил стать 51-м штатом США / lenta.ru